# Castello di Soiano del Lago
Il castello di Soiano del Lago è un castello che domina il centro storico del paese. Posizionato in un punto strategico gode di una vista panoramica sulle colline moreniche della Valtenesi e sul Lago di Garda.

## Storia
Il Castello, in pianta quadrangolare, sorge sulla sommità di un'altura a 198 m.s.l.m. dominando l'intera Valtenesi e si distingue per la muratura molto alta. Fu edificato nel X secolo sopra ad una struttura già esistente ed in origine l'ingresso era posto sotto una torre successivamente trasformata in campanile.
Nel 1985 il castello venne donato dalla famiglia Omodeo-Salè al Comune di Soiano del Lago, che procedette al restauro conservativo, come testimonia la targa posta sopra l'ingresso del castello.

## Attività
Il Castello di Soiano del Lago ospita una delle sedi della scuola di musica "Il Musicante", e la Pro Loco di Soiano usa il castello come centro per eventi e concerti.